# Little Rock
Little Rock és la capital i la ciutat més gran de l'estat estatunidenc d'Arkansas. Està localitzada al centre de l'estat, al comtat de Pulaski i el seu nom deriva d'una petita roca situada en un extrem del riu Arkansas, anomenada La Petite Roche. Segons el cens de 2000 tenia 183.133 habitants, i el 2005 tenia 184.564 habitants.

## Geografia
Little Rock està localitzada en la meitat sud del riu Arkansas, al centre d'Arkansas. La part occidental de la ciutat està localitzada a les faldes de les muntanyes Ouachita. Al nord, el llac Maumelle proporciona aigua potable a la ciutat.
El seu fus horari és el Central, (UCT-6).

## Demografia
D'acord amb el cens de 2000, Little Rock té una població de 183.133 persones i 46.488 famílies resideixen a la ciutat. La densitat de població és de 608,5/km². Hi ha 84.793 habitatges amb una densitat de 281,7/km². La població de Little Rock és un 55% d'ètnia blanca, el 40,41% són afroamericans, el 2,67% són llatins, l'1,66% són asiàtics i l'1,28% pertany a altres ètnies.
| 2000    | 2001    | 2002    | 2003    | 2004    | 2005    |
| ------- | ------- | ------- | ------- | ------- | ------- |
| 183.178 | 183.124 | 183.334 | 183.620 | 183.799 | 184.564 |

## Història

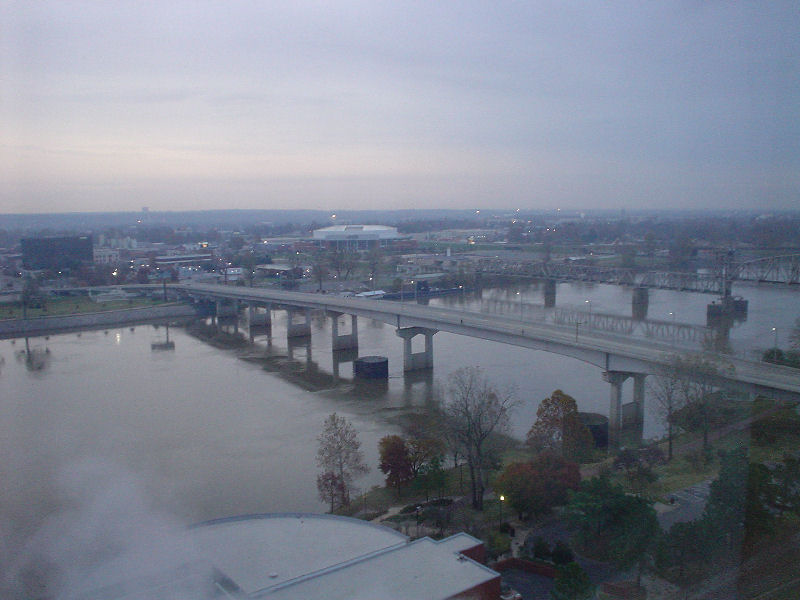
Horitzó urbà de Little Rock des del riu Arkansas.

El 1722, un explorador francès anomenat Bernard de l'Harpe va trobar una petita roca a un costat de la rivera del riu Arkansas, a la qual va anomenar La Petite Roche ("La Petita Roca", en francès), i a prop de la qual va construir un lloc comercial.
El 1819 es funda Little Rock, la qual es converteix en la capital de l'estat d'Arkansas el 1821. El 1836, Arkansas es converteix en el 25è estat dels EUA, essent Little Rock la seva capital. En el període de la Guerra de Secessió, Little Rock es va unir al bàndol confederat.
El 1911 es va construir el Capitoli de l'Estat d'Arkansas. Es va convertir en el tercer edifici estatal de la ciutat.
El 1957 es van produir greus disturbis racials en un institut de Little Rock. La magnitud dels fets va ser tal, que l'exèrcit va haver d'intervenir per a dissoldre les revoltes.
El 1992 el senador per Arkansas Bill Clinton es va convertir en la primera persona d'aquest estat en convertir-se en president dels Estats Units, qui el novembre 2004 hi inaugura la Biblioteca Presidencial William Jefferson Clinton.
La banda de Rock Evanescence prové d'aquesta ciutat.

## Fills il·lustres
- Volly De Faut (1904-1973), clarinetista, saxofonista i violinista de Jazz.

## Ciutats germanes
La ciutat està agermanada amb:
- Kaoshiung (1983)
- Hanam City (1992)
- Changchun (1994)
- Ragusa (1997)
- Mons
- Pachuca de Soto (2006).